# Kirsten Auken
Kirsten Auken, født Lomholt (født 25. juni 1913 i København, død 21. januar 1968 på Frederiksberg) var en dansk overlæge, og en af efterkrigstidens ledende forkæmpere for seksualoplysning. Mor til politikerne Gunvor Auken, Margrete Auken og Svend Auken.

## Historie
Hun blev født ind i en københavnsk famile, med blandede værdier som grundtvigiansk religiøsitet og positivisme. Hun var datter af professor i dermato-venerologi Svend Lomholt (1888-1949) og Marie Kirstine Siegumfeldt Beck (1888-1920), som døde, da Kirsten Lomholt var seks år gammel.
I 1931 tog hun studentereksamen på Rysensteen Gymnasium, og gik derefter på husholdningsskole i Sorø. Derpå læste hun historie og gymnastik på Københavns Universitet med henblik på at blive cand.mag., men skiftede i 1934 til medicinstudiet.
Hun giftede sig i 1940 med Gunnar Auken, og sammen deltog de i modstandskampen under besættelsen. I 1953 blev Auken dr.med. på den banebrydende disputats Undersøgelser over unge kvinders sexuelle adfærd. I 1968 døde hun af kræft.